# Carmo da Cachoeira
Carmo da Cachoeira är en kommun i Brasilien.   Den ligger i delstaten Minas Gerais, i den sydöstra delen av landet, 700 km söder om huvudstaden Brasília. Antalet invånare är 11 836.
Omgivningarna runt Carmo da Cachoeira är huvudsakligen savann. Runt Carmo da Cachoeira är det ganska glesbefolkat, med 23 invånare per kvadratkilometer.